# Лев с седой бородой
«Лев с седой бородой» — российский мультипликационный фильм режиссёра Андрея Хржановского, снятый школой-студией анимационных фильмов «ШАР» в 1995 году.
Сюжет основан на сказке-притче Тонино Гуэрры и рисунках Сергея Бархина. Музыка Нино Роты и Астора Пьяццоллы при любезном содействии Альдо Пагани (указано в титрах).
Мультфильм получил премию «Ника» за лучший анимационный фильм в 1996 году.

## Сюжет
Лев Амадео (по прозвищу Тео) долгое время был звездой в цирке сеньора Пиретти. Он был изюминкой всех выступлений, его окружали толпы поклонников, а его жизнь была праздником.
Однажды он встретил львицу, но им невозможно было быть вместе, и с этого момента его жизнь изменилась. Он стал всё чаще задумываться о смысле жизни и о свободе. Проводя в таких раздумьях почти всё своё время, он не мог уже выступать как прежде. Его слава прошла, и он стал для своего хозяина просто животным.
Печальная история о старости, несбывшихся мечтах и бессмысленности бытия.

## Над фильмом работали
| Сценарий                               | Тонино Гуэрра |
| Режиссёр                               | Андрей Хржановский |
| Художники-постановщики                 | Сергей Бархин, Гелий Аркадьев, Анна Вронская |
| Художники                              | А. Андриянко, Пётр Котов, Владимир Морозов, Вадим Меджибовский |
| Художники-аниматоры                    | Наталия Богомолова, Марина Восканьянц, Анатолий Абаренов, Лидия Маятникова, Наталья Федосова, Юрий Кузюрин |
| Оператор                               | Людмила Крутовская |
| Звукооператор                          | Владимир Кутузов |
| Музыка                                 | Нино Рота, Астор Пьяццолла, При любезном содействии Альдо Пагани |
| Роль синьора Перетти озвучивает        | Тонино Гуэрра |
| Ассистенты                             | Режиссёра: И. Борисова Художников-постановщиков: И. Антипенко, Л. Гуськова, М. Сергеева, Я. Хорева |
| В работе над фильмом принимали участие | Эльвира Авакян, Светлана Давыдова, Ю. Дощинская, Ю. Иванова, Н. Кириченко, Г. Коваленко, Е. Кулешова, Е. Малашенкова, И. Комедчикова, Лариса Лобачёва, Э. Меладзе, Н. Михайлова, И. Орлова, З. Рошченко, Т. Ситникова, Борис Соловьёв |
| Монтажёр                               | Надежда Трещёва |
| Редактор                               | Раиса Фричинская |
| Директор съёмочной группы              | Р. Соколова |
| Продюсеры                              | Александр Герасимов, Андрей Хржановский |

## Участие в фестивалях и награды
- 1995 — Кинофестиваль «Окно в Европу» в Выборге. Лучший анимационный фильм.
- 1995 — Международный кинофестиваль «КРОК» — приз в категории «До 30 минут».
- 1995 — Международный кинофестиваль в Каннах — участие в программе «Особый взгляд».
- 1995 — Премия «Ника» за лучший анимационный фильм.
- 1996 — Международный кинофестиваль «Послание к Человеку» — приз «Золотой Кентавр».
- 1996 — Международный фестиваль анимационных фильмов в Хиросиме — специальный диплом
- 1996 — Международный фестиваль фильмов, посвященных цирковому искусству в Нексоне (Франция) — приз «Золотой Овен».
- 1996 — Общероссийский фестиваль анимации в Тарусе — приз за режиссуру.
- 1997 — Международный фестиваль анимационных фильмов в Лос-Анджелесе.